# Afromeconema
Afromeconema is een geslacht van rechtvleugeligen uit de familie sabelsprinkhanen (Tettigoniidae). De wetenschappelijke naam van dit geslacht is voor het eerst geldig gepubliceerd in 1997 door Massa.

## Soorten
Het geslacht Afromeconema  is monotypisch en omvat slechts de volgende soort:
- Afromeconema felicis (Massa, 1997)